# Дејна Волмер
Дејна Витни Волмер (енгл. Dana Whitney Vollmer; Сиракјус, 13. новембар 1987) америчка је пливачица, вишеструка светска, олимпијска и америчка првакиња и некадашња светска рекордерка. Њена специјалност је пливање слободним и делфин стилом на 100 и 200 метара.
Током каријере освојила је 32 медаље на највећим светским такмичењима. Након Летњих олимпијских игара 2016. у Рио де Жанеиру на којима је освојила три медаље (по једно злато, сребро и бронзу) објавила је да се повлачи из такмичарског пливања. 
Удата је за пливача Ендија Гранта са којим има једног сина.

## Пливачка каријера
Волмерова је пливањем почела да се бави у најранијем добу, а још као дванаестогодишња девојчица учестовала је на америчком изборном такмичењу уочи Олимпијских игара 2000. године, и самим тим постала најмлађом учесницом у историји америчких трајалса. Годину дана касније дебитовала је у дресу националне репрезентације на Играма добре воље у Бризбејну где је са свега 13 година освојила своју прву велику медаљу, бронзу у штафети 4×100 метара мешовито. 
Након учешћа на Панамеричким играма 2003. где је освојила три златне медаље откривена јој је аномалија на срцу због чега је морала на операцију. Након операције код Волмерове је установљено постојање хроничног QT синдрома због чега јој је саветовано да приликом физичких активности у базену обавезно у близини има дефибрилатор.
На олимпијским играма дебитовала је у Атини 2004. где је као чланица америчке штафете на 4×200 метара слободоно успела да освоји своје прво олимпијско злато. Америчка штафета је тада уједно поставила и нови светски рекорд. Није успела да се квалификује за Олимпијске игре 2008. у Пекингу, али је зато у Лондону четири године касније, на својим најуспешнијим играма у каријери, освојила чак три златне медаље. Волмерова се у Лондону окитила златима у штафетама 4×100 мешовито, 4×200 слободно и у трци на 100 метара делфин стилом. У финалу трке на 100 метара делфин поставила је нови светски рекорд 55.98 секунди.
У Рију 2016. својој олимпијској колекцији медаља додала је по још једно злато (4×100 мешовито), сребро (4×100 слободно) и бронзу (100 м делфин).
Са светских првенстава у великим базенима има укупно 10 медаља: 4 злата, 4 сребра и две бронзе.

### Лични рекорди (велики базен)
| Дисциплина          | Резултат | Место        | Датум          | нап.   |
| ------------------- | -------- | ------------ | -------------- | ------ |
| 50 метара делфин    | 25.80    | Шарлот       | 12. мај 2012.  |        |
| 100 метара делфин   | 55.98    | Лондон       | 29. јул 2012.  | АР, НР |
| 200 метара делфин   | 2:09.86  | Индианаполис | 31. март 2012. |        |
| 50 метара слободно  | 25.09    | Индианаполис | 4. март 2011.  |        |
| 100 метара слободно | 53.30    | Рим          | 31. јул 2009.  |        |
| 200 метара слободно | 1:55.29  | Рим          | 28. јул 2009.  |        |

Напомена: АР - Панамерички рекорд; НР - национални рекорд Сједињених Држава